# 5857 Neglinka
5857 Neglinka eller 1975 TM2 är en asteroid i huvudbältet som upptäcktes den 3 oktober 1975 av den ryska astronomen Ljudmila Tjernych vid Krims astrofysiska observatorium på Krim. Den är uppkallad efter Neglinnajafloden i Moskva.
Asteroiden har en diameter på ungefär 4 kilometer.